# Josep Beulas i Recasens
Josep Beulas i Recasens (Santa Coloma de Farners, la Selva, 7 d'agost de 1921 - Osca, 3 d'agost de 2017) fou un pintor català vinculat a la ciutat d'Osca, on s'hi va instal·lar el 1944 i on va iniciar la seva carrera artística. Becat per la Diputació i l'Ajuntament d'Osca, va fer estudis a l'Escola Superior de Pintura de Madrid, l'Escola de Belles Arts de San Fernando i l'Acadèmia de Belles Arts de Roma per instal·lar-se definitivament a Osca.

## Biografia
Fill de Josep Beulas Pujols, treballador del camp i de la indústria del suro, i Maria Recasens Carbonell, de petit ja li interessa el dibuix i assisteix a les classes d'un comerciant local. Durant la Guerra Civil, a Santa Coloma de Farners, coneix Joaquim Mir, Josep Gausach. Acabada la guerra, és destinat el 1942 a fer el servei militar a Osca. Compagina la seva activitat a l'exèrcit amb la seva vocació per la pintura, així com amb el seu ofici de sastre del qual n'havia estat aprenent. L'any 1946 es casa amb Maria Sarrate, i fixa la seva residència a Osca. L'any 1947 guanya un primer premi nacional que fa possible que l'alcalde d'Osca, l'influent Camón Aznar, el convenci per a ingressar a la Escuela de Bellas Artes de San Fernando, a Madrid. El 1948, el matrimoni s'instal·la a Madrid, i el 1951 abandona la Escuela de Bellas Artes, tot i que després d'haver contactat i freqüentat artistes com Ortega Muñoz, Palencia, Vázquez Diaz, entre d'altres, que seran clau en la seva evolució posterior. El 1954 viatja a París i comença a definir el seu estil; també és reconegut en molts certamens artístics amb diverses distincions. L'any 1955, i per oposició, guanya la beca del Ministeri d'Afers Exteriors espanyol per anar a l'Acadèmia Española de Bellas Artes de Roma on passarà cinc anys i on coneixerà el pintor bolonyès Giorgio Morandi.
L'any 1960 retorna a Madrid on comença una etapa plena de treball i d'investigació formal, etapa que serà recompensada amb un important acolliment de la crítica i del públic. L'any 1964, la Diputació de Barcelona li concedeix el primer premi de pintura, i el 1966 aconsegueix un segon estudi a Osca. Aquell any, també, comença a exposar amb èxit als Estats Units d'Amèrica i és fitxat per la galeria Kreisler de Nova York, que inaugura seu a Madrid. L'any 1968 obté la Primera Medalla a la Exposición Nacional de Bellas Artes de Madrid, que era el guardó més preuat que podia aconseguir un artista de l'Estat espanyol.
L'any 1969, finalment, abandona la capital espanyola per traslladar definitivament la seva residència a Osca, on residiria fins a la seva mort, l'agost de 2017. L'any 1970 exposa per darrera vegada a Nova York i fitxa per la Galeria Biosca de Madrid. A partir de 1973 sempre exposarà a l'Estat Espanyol. L'any 1982 la ciutat d'Osca el nombra fill adoptiu i l'Ajuntament de Santa Coloma de Farners ho fa el 1983. El 1988 la Diputació d'Osca realitza una exposició en honor seu, que compta amb la participació de la família Chillida i d'altres artistes locals. A finals dels noranta, concretament al 1996, és nomenat acadèmic d'honor de la Reial Acadèmia de les Belles Arts. Van ser uns anys durant els quals el matrimoni Beulas-Sarrate decideix donar la seva col·lecció d'art contemporani i part dels seus béns amb la intenció de crear un Centre d'Art Contemporani, com a mostra d'agraïment vers la ciutat.
A l'any 2000 es constitueix la Fundació Beulas a partir de la seva col·lecció privada d'obres d'art, embrió del futur Centre d'Art i Natura (CDAN). La seu, obra de l'arquitecte Rafael Moneo, es troba a la ciutat d'Osca.